# 詫び石
詫び石（わびいし）とは、主にアイテム課金を導入しているオンラインプレイ型のゲーム（ソーシャルゲーム、モバイルゲームなど）において、サーバ障害やネットワーク障害、ゲーム内のバグや不具合など、ユーザ側を起因としない事象によって、利用者側が不利益を被ったり、正常なプレイに支障を来す事態が発生した際に、お詫びのしるしとして、期間や影響度合いに応じてゲーム運営会社側から無償で配布されるアイテムを指すインターネットスラング。英語では謝罪を意味するapologyと宝石を意味するgemsを掛け合わせたapologemsという造語で表現される。

## 背景
ガンホー・オンライン・エンターテイメントが2012年2月20日にリリースしたフリーミアム型のゲーム『パズル&ドラゴンズ』において、サーバ障害などによるゲームプレイが不可能となったプレイヤーに対して、ユーザ補填としてゲーム内で使用可能な「魔法石」を配布することが慣例化した。こうした事由により獲得できる魔法石を「詫び石」と呼称するようになったのが嚆矢となり、他のゲームにおいても用いられるようになった。他のゲームと比較してイベントボーナスやログインボーナスに加え、詫び石の配布が高頻度で行われた『パズル&ドラゴンズ』は、ガチャなどに必要な有償アイテムを無償で入手する機会が相対的に多くなった。
こうした詫び石が配布される背景には、ゲーム分野など全体の母数が多い一般ユーザを相手にするサービスにおいては、法人ユーザを相手にするサービスとは異なり、ユーザあたりの単価が低いため、不具合や障害を頻発させながらも開発速度を優先させた方が、品質を重視して開発を進めるよりも高い収益が見込めるためと考えられている。

## さまざまな詫び石
2016年1月24日放送分の『ザ!鉄腕!DASH!!』にて、TOKIOが金鉱山を訪問。精錬作業については企業秘密として取材が断られた代わりに100kgの金鉱石をお詫びに貰っており、そこから実際に0.15gの金を取り出すことに成功した。
株式会社マンダムは2019年3月15日、GATSBY COPサイトのメンテナンスを理由として「詫び石」と彫り込まれた福島県産の御影石でつくった本物の石をプレゼントするキャンペーンを展開している。
2019年11月17日、『アリス・ギア・アイギス』ではゲームのプレイには直接影響しないゲーム内背景画像の中で、里芋とイカの煮物を芋煮と表記したことについて詫び石を配布している。
2021年9月6日に株式会社6699からリリースされたブラウザ型麻雀ゲーム『姫雀鬼』は、サービス開始と同時に同年9月30日にサービス終了する旨が告知され、アカウント作成時に大量の詫び石が配布された。